# Бестужев-Рюмин, Андрей Алексеевич
Граф Андрей Алексеевич Бестужев-Рюмин (1726 или 1728 — 1768) — генерал-поручик, действительный тайный советник из рода Бестужевых. Сын графа А. П. Бестужева-Рюмина.

## Биография
Единственный сын канцлера, достигший зрелого возраста, слыл дебоширом и доставлял ему немало хлопот. Мать с детства баловала единственного ребёнка и «по своей излишней и вредной горячности», как считал отец, тайком потворствовала его дурным наклонностям.
Поручения, какие ему случалось давать, и всё поведение его вызывали смолоду крайнее недовольство отца. Чины он получал исключительно благодаря заслугам последнего. С 22 февраля 1746 года камер-юнкер, затем действительный камергер.
Обвенчался 22 февраля 1747 года с Авдотьей Даниловной Разумовской, юной племянницей «ночного императора» А. Г. Разумовского. В 1748 году совершил с женой и матерью вояж в Австрию; 5 сентября того же года получил орден св. Александра. После смерти жены 14 мая 1749 года предался разгульной жизни.
В 1758 году вместе с родителями был отправлен в ссылку в деревню Горетово, где вёл себя до такой степени буйно, что императрица пригрозила взять его под стражу. После возвращения отца в Петербург был в день коронации Екатерины II сделан действительным тайным советником с увольнением в отставку и выплатой жалования за 4 года, проведённых в ссылке.
Аристократия избегала общения с малообразованным, взбалмошным и недалёким графом. Даже юный наследник Павел Петрович отказывался принимать визиты Бестужева, недоумевая: «Что мне с этим дураком делать: ни по-русски, ни по-французски не умеет, да хоть бы и умел, так о чём с ним говорить станешь?»
На куртаге 5 июня 1765 года Екатерина обручила графа Бестужева с княжной Анной Петровной Долгорукой (1742—1789), дочерью генерал-майора Петра Сергеевича. Венчание состоялось 19 октября, а в канун рождества «обобрал он её, делал над нею разные ругательства и сбил её со двора».
Императрица распорядилась приставить к буйному графу офицера с солдатами и «отдать его отцу в полную диспозицию». Ещё в августе старик Бестужев уведомил сына, что больше жить с ним в одном доме не намерен. Последние годы его жизни ушли на бесплодную борьбу с необузданным поведением сына.
В 1766 году старик Бестужев обратился к Екатерине с просьбой наказать непокорного сына ссылкою в монастырь. Екатерина сперва отказала, ответив, что граф Андрей не совершил такого преступления, за которое не то что сослать на смирение, но и чинов лишить следовало; но поведение его считала достаточным основанием к разводу его с женой. Однако через неделю она изменила своё решение и сослала Бестужева в монастырь.
Через четыре месяца отец его умер, и императрица, по просьбе князей Волконских (племянников покойного), назначила опеку над имениями Бестужева «за развратною и неистовою жизнью». Половину доходов от имений было повелено выдавать графу Андрею; другая половина назначалась на уплату долгов отца. Самого Бестужева освободили из монастыря, предписав ему жить «смирно и добропорядочно, где пожелает, кроме своих деревень».
В 1768 году последний граф Бестужев оставил, по словам Бюшинга, «мир, для которого был бесполезен». Поскольку детей у него не было, графская ветвь Бестужевых угасла с его смертью. Его бывшая жена вышла замуж 14 марта 1774 года за прусского офицера Христиана Людвига Витгенштейна, который приехал в Россию с малолетним сыном Петром (впоследствии генерал-фельдмаршалом).